# رتئوس بربریان
رتئوس بربریان (ارمنی: Ռեթէոս Պէրպէրեան؛ زاده ۱۰ اکتبر ۱۸۴۸ – درگذشته ۷ آوریل ۱۹۰۷) یک آموزگار، نویسنده، شاعر، و علوم پرورشی ارمنی‌تبار اهل عثمانی که بنیانگذار مدرسه مشهور بربریان بود.

## زندگی
رتئوس بربریان در محله Hasköy کنستانتینوپل با اکثریت جمعیت ارمنی به دنیا آمد؛ و در سال ۱۸۶۶ از کالج محلی نرسسیان فارغ‌التحصیل شد.